# Rollandia
Rollandia Bonaparte, 1856 è un genere  di uccelli acquatici della famiglia dei Podicipedidi che comprende due specie.

## Etimologia
Il genere prende il nome da Thomas Pierre Rolland, membro dell'equipaggio della corvetta Uranie, che sotto la guida del capitano Louid Freycinet era partita nel 1817 per una spedizione scientifica attorno al mondo. Nel corso del viaggio l'imbarcazione fu pesantemente danneggiata dalle intemperie al largo di Capo Horn e fu costretta ad approdare alle Isole Falkland, dove Rolland uccise una nuova specie di uccello acquatico; questa fu nominata Podiceps rolland da Quoy e Gaimard, scienziati della spedizione.

## Distribuzione e habitat
Entrambe le specie del genere Rollandia sono endemiche dell'America del Sud meridionale. Rollandia rolland è diffusa da Perù e Brasile sud-orientale fino alla Terra del Fuoco; in questo areale la si può trovare nei laghi, negli stagni e nei corsi d'acqua non impetuosi. Rollandia microptera è invece una specie esclusiva dei laghi Titicaca e Poopó.

## Tassonomia
Il genere Rollandia comprende due specie:
- Rollandia rolland (Quoy & Gaimard, 1824) – svasso ciuffibianchi
- Rollandia microptera (Gould, 1868) – svasso alicorte o svasso del Titicaca